# Polk megye (Wisconsin)
Polk megye az Amerikai Egyesült Államokban, azon belül Wisconsin államban található. Megyeszékhelye Balsam Lake, legnagyobb városa Amery. Lakosainak száma 44 977 fő (2020. április 1.). Polk megye Burnett, Barron, Dunn, Saint Croix, Washington és Chisago megyékkel határos.

## Népesség
A megye népességének változása:
| Lakosok száma | 44 153 | 43 954 | 43 565 | 43 476 | 43 441 | 44 977 |
|               | 2010   | 2011   | 2012   | 2013   | 2015   | 2020   |